# Chionachne javanica
Chionachne javanica är en gräsart som först beskrevs av Johannes Jan Theodoor Henrard, och fick sitt nu gällande namn av Clayton. Chionachne javanica ingår i släktet Chionachne och familjen gräs. Inga underarter finns listade i Catalogue of Life.